# Michotamia aurata
Michotamia aurata är en tvåvingeart som först beskrevs av Fabricius 1794.  Michotamia aurata ingår i släktet Michotamia och familjen rovflugor. Inga underarter finns listade i Catalogue of Life.

## Bildgalleri

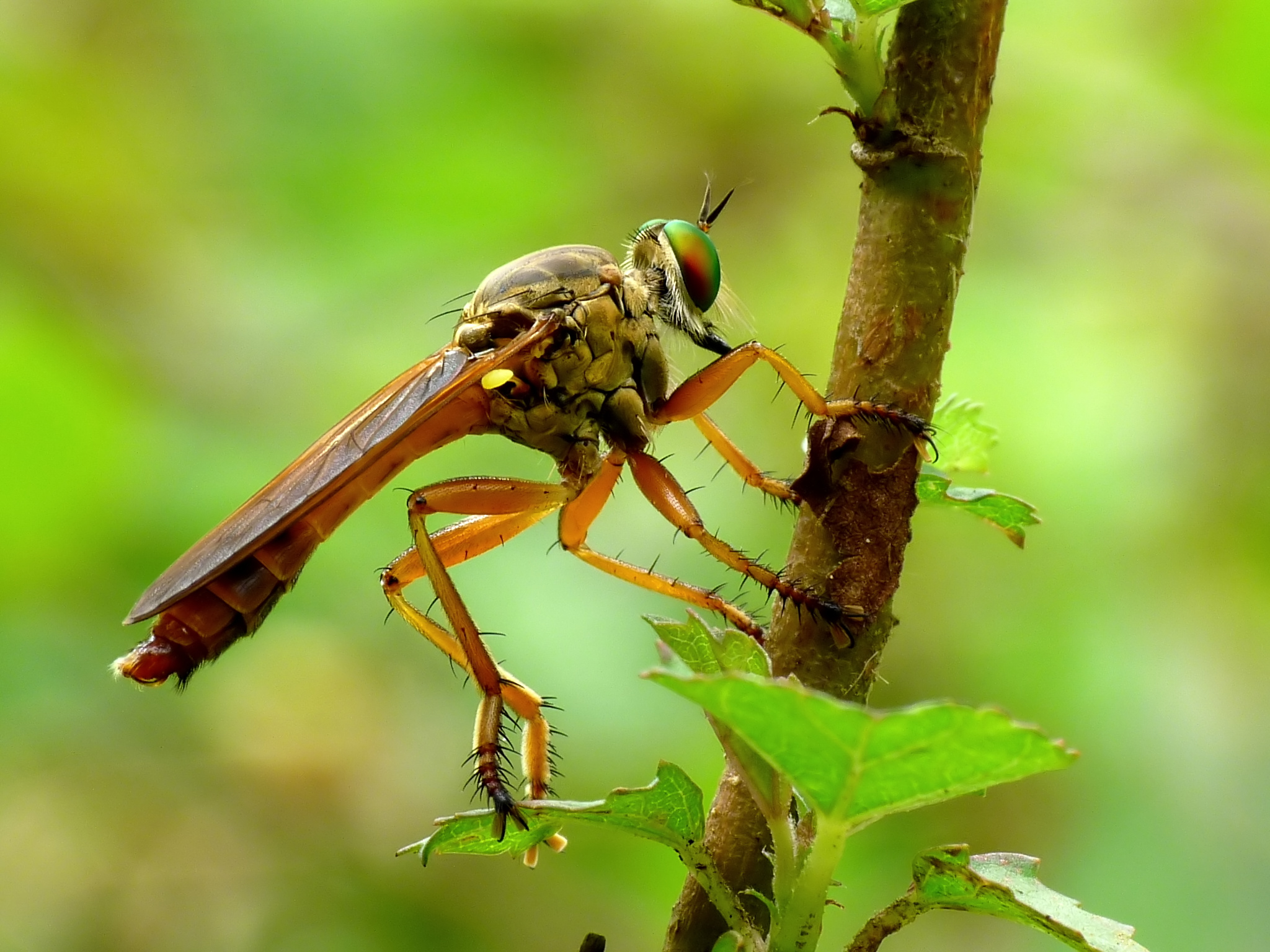
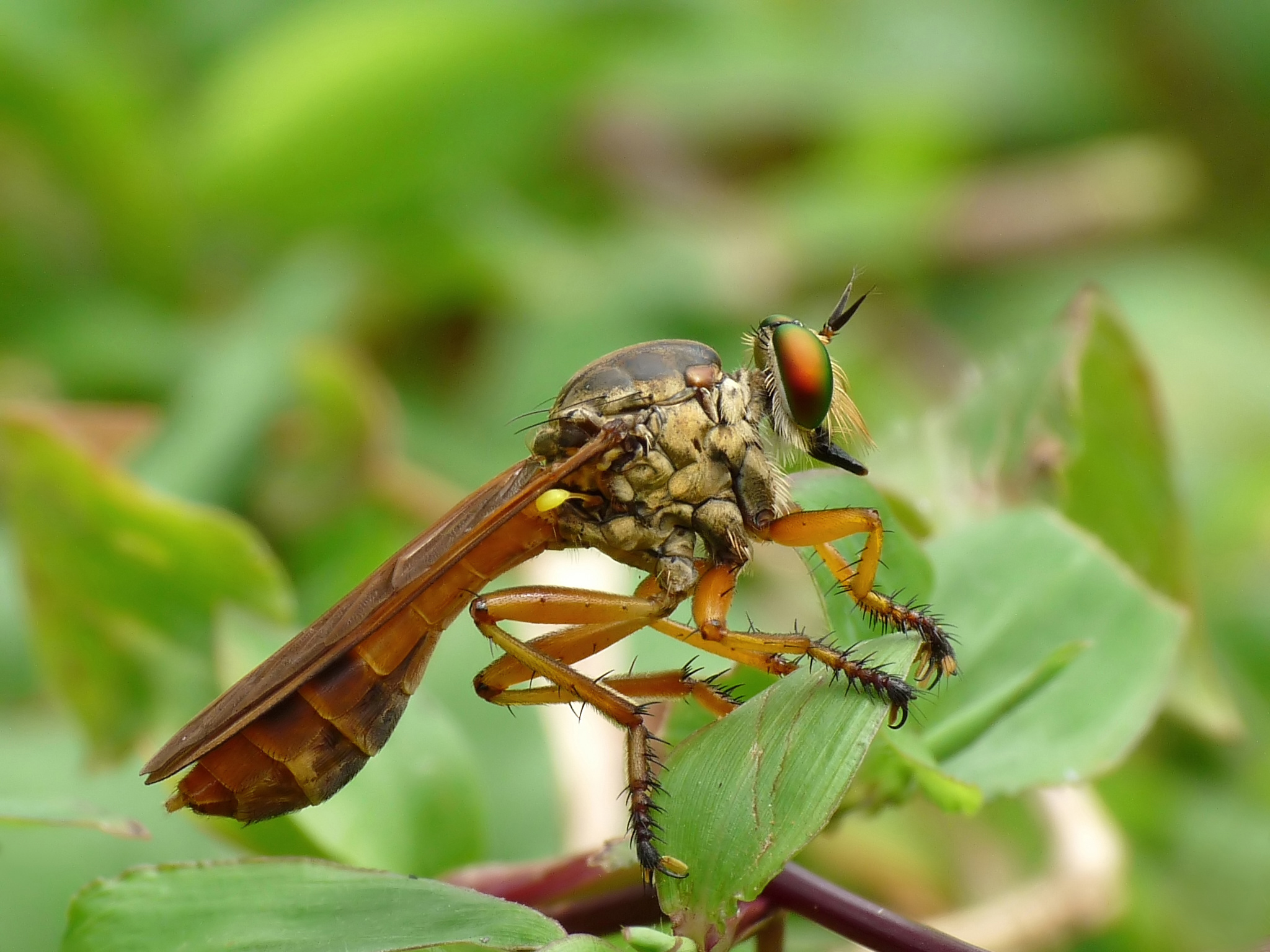